# Georg-Cantor-Gymnasium
Das Georg-Cantor-Gymnasium ist ein Gymnasium in der Stadt Halle (Saale) mit naturwissenschaftlich-mathematischem-technischen Schwerpunkt und offiziell anerkanntes mathematisch-naturwissenschaftliches Excellence Center. Zurzeit beherbergt es 542 Schüler und 56 Lehrer. Zudem handelt es sich für die Schüler der Sekundarstufe I um eine Ganztagsschule.

## Geschichte
1986 wurde vom Bezirk Halle der Beschluss gefasst, eine Spezialschule mathematisch-naturwissenschaftlich-technischer Richtung zu gründen. 1988 wurden die ersten 54 Schüler begrüßt. Die Schule befand sich damals auf dem Gelände der ehemaligen 28. Polytechnischen Oberschule in Halle-Neustadt. Die Schule wurde ebenfalls wie die POS nach Ernst Hausmann benannt. 1991 wurde der Name zu Georg-Cantor-Gymnasium geändert.
Im Jahr 2007 fand der Umzug aus dem alten Schulstandort in der Muldestraße in das aktuelle Gebäude des ehemaligen Torgymnasiums in der Torstraße 13.

## Lage
Das Gymnasium befindet sich seit 2007 in der Innenstadt von Halle in dem Gebäude, das bis 2005 das Torgymnasium beherbergte. Nach der Fusion des Torgymnasiums mit dem Südstadtgymnasium am Standort des letzteren wurden das Gebäude an der Torstraße saniert und der Schulhof völlig neu gestaltet. Das Schülerwohnheim in Halle-Neustadt ist mit Straßenbahn und Bus weniger als 30 Minuten entfernt.

## Aufnahme
Für den Besuch eines Gymnasiums mit inhaltlichem Schwerpunkt ist vom Kultusministerium des Landes Sachsen-Anhalt ein Aufnahmeverfahren vorgeschrieben. Die Eignungsprüfung setzt sich am Georg-Cantor-Gymnasium aus einem kognitiven Fähigkeitstest und einer Mathematikklausur (beides in Multiple-Choice-Form) sowie dem Halbjahreszeugnis des aktuellen Schuljahres zusammen. Die Aufnahme erfolgt in der Regel in die Klassenstufe 5, Aufnahmen außerhalb dieser Regelung sind auf Antrag möglich. Für entfernt wohnende Schüler stehen auf Antrag Internatsplätze zur Verfügung. Für das Schuljahr 2012/2013 wurden für den fünften Jahrgang 72 Plätze vergeben. Es werden 3 Klassen zu je 24 Schülern gebildet.

## Profil
Das Georg-Cantor-Gymnasium hat ein mathematisch-naturwissenschaftliches-technisches Profil und ist eine der wenigen Schulen Sachsen-Anhalts mit inhaltlichem Schwerpunkt. Im Rahmen der Begabtenförderung werden vom Georg-Cantor-Gymnasium Korrespondenzzirkel für zahlreiche Fächer und Altersstufen koordiniert und gestaltet.

### Mathematik
Das mathematische Profil zeigt sich in zusätzlichen wöchentlichen Unterrichtsstunden. Zudem wird zum normalen Lehrplan noch eine Reihe von Zusatzstoff vermittelt, der in normalen mündlichen Leistungserhebungen abgefragt werden kann. So erhalten die Schüler zum Beispiel Einblicke in die Mengenlehre des Namenspatrons der Schule.

### Naturwissenschaften
Das naturwissenschaftliche Profil zeigt sich in zusätzlichen wöchentlichen Unterrichtsstunden. Zudem wird ab der 7. Klasse das Fach Informatik unterrichtet, welches auch beim Eintritt in die Kursphase als Profilkurs belegt werden kann. Seit 2005 ist es am Georg-Cantor-Gymnasium als einziges Gymnasium in Sachsen-Anhalt (mit Ausnahme des Fachgymnasiums Hugo Junkers in Dessau) möglich, sein schriftliches Abitur auch in Informatik abzulegen.
In zahlreichen Arbeitsgemeinschaften und Kooperationen mit verschiedenen Firmen der Region und der Martin-Luther-Universität Halle-Wittenberg können Schüler ihre Interessen und Fähigkeiten testen und ausbauen. Nach Unterrichtsschluss finden regelmäßig Vorträge zu naturwissenschaftlichen Themen statt.
Des Weiteren gibt es festgeschriebene naturwissenschaftliche und ökologische Praktika, in Klasse 10 besteht die Möglichkeit, eine wissenschaftlich-praktische Jahresarbeit zu schreiben.

## Ausbildung in Fremdsprachen
Ab der siebten Klasse erlernt man zusätzlich zu Englisch als zweite Fremdsprache Französisch oder Latein, die man bis zur Abiturprüfung belegen kann, aber mindestens bis Ende Klasse 10 belegen muss. Ab der 9. Klasse wird als dritte Fremdsprache Spanisch angeboten.

## Besondere Fächer
Ab der 8. Klasse finden sogenannte Fachkurse (Spezielle Förderung in Mathematik, Chemie, Biologie, Physik) als klassenübergreifender Unterricht statt. Parallel dazu wird ab der 8. Klasse auch die Teilnahme an der Junior-Ingenieur-Akademie für interessierte Schüler ermöglicht. Ab der 9. Klasse wird auch die dritte Fremdsprache (Spanisch) angeboten.

## Erfolge
Das Georg-Cantor-Gymnasium kann regelmäßig Wettbewerbserfolge auf nationaler wie auch auf internationaler Ebene verzeichnen. Dazu gehören unter anderem zahlreiche erste Plätze bei Jugend forscht, der Mathematikolympiade, Chemie - die stimmt!, Fremdsprachenwettbewerben (Bundeswettbewerb Fremdsprachen, Certamen franckianum) sowie der International Junior Science Olympiade.

## Finanzierung
Das Gymnasium befindet sich gänzlich in öffentlicher Trägerschaft, wird aber auch durch einen eigenen Förderverein gestützt.

## Besonderes
Jedes Jahr verleiht das Georg-Cantor-Gymnasium an einen besonders engagierten Schüler den sogenannten Cantor-Preis, welcher mit einem speziellen Zinnbecher bei der Cantor-Preis-Verleihung gewürdigt wird. Der erste Cantorpreisträger war 1995 Florian Hartling.